# Zsugorfláció
A gazdaságtanban a zsugorfláció vagy legrammozás (angolul shrinkflation) az a folyamat, aminek során bizonyos termékeknek csökken a mérete / kiszerelése vagy mennyisége, új, kisebb kiszerelést kap a termék vagy minőségromlás tapasztalható a terméknél, miközben a termék ára változatlan marad, vagy esetleg felárazzák. A szó egy szóösszevonás, ami a zsugorodás és az infláció szóból ered. A kifejezés első használatát Pippa Malmgrennek és Brian Domitrovicnak tulajdonítják.
A zsugorfláció lehetővé teszi a vállalatok számára, hogy növeljék működési árrésüket és jövedelmezőségüket a költségek csökkentésével, az értékesítési volumen fenntartása mellett. A fogyasztóvédelmi csoportok kritikusan viszonyulnak a gyakorlathoz.

## Gazdasági meghatározás
A zsugorfláció az áruk tömeg- vagy térfogategységre eső általános árszintjének emelkedése, amelyet az eladott termék súlyának vagy méretének csökkenése idéz elő.  A csomagolt termék egy darabjának ára változatlan vagy akár meg is emelhető. Ez néha nem befolyásolja az olyan inflációs mérési eredményeket, mint a fogyasztói árindex vagy a kiskereskedelmi árindex, vagyis nem nőhet a kiskereskedelmi áruk és szolgáltatások kosarának költsége, de az árszint és így az infláció számos mutatója a termékek térfogatának vagy súlyának egységeihez kapcsolódik, így a zsugorodás befolyásolja a statisztikailag ábrázolt inflációs adatokat is.

## Hatása a fogyasztókra
A fogyasztóvédők kritikusan nézik a zsugorflációt, mert az burkoltan csökkenti a termék értékét. A csomagméret csökkenése elég kicsi ahhoz, hogy a rendszeres fogyasztók számára ne legyen azonnal nyilvánvaló. A változatlan ár miatt a fogyasztók nincsenek tudatában annak, hogy valami változás állt be a termékben. A gyakorlat hátrányosan befolyásolja a fogyasztók azon képességét, hogy megalapozott vásárlási döntéseket hozzanak. Megállapították, hogy a fogyasztókat inkább az árak emelkedése, mint a csomagméretek, kiszerelések csökkenése riasztja el. A beszállítókat és a kiskereskedőket arra kérték, hogy legyenek őszinték az ügyfelekkel. Ratula Chakraborty, az üzleti menedzsment professzora szerint szükség esetén törvényileg kötelezni kell őket arra, hogy értesítsék a vásárlókat, amikor a csomagméret csökkent. A vállalati szervek a "kevesebb több" üzenet küldésével elterelik a figyelmet a termék zsugorodásáról, például a kisebb adagok egészségügyi előnyeivel vagy a kevesebb csomagolás környezeti előnyeivel.

## Példák a zsugorflációra
- 2010-ben a Kraft 200 g-os Toblerone rúdját 170 g-ra csökkentette.[10]
- A Tetley teazsákokat 100 db-os helyett 88-as dobozban adták el.[10]
- A Nestlé 200 g-ról 170 g-ra csökkentette After Eight Mint Chocolate Thins dobozát.[10]
- A Cadbury's Crunchie- t négyes csomag helyett hármas csomagban adták el.[10]
- 2009 januárjában a Häagen-Dazs bejelentette, hogy az USA-ban 470 ml-ről 410 ml-re csökkenti fagylaltos dobozaik méretét az Egyesült Államokban.[11][12]
- 2014 márciusában a Coca-Cola 2 literes palackjuk méretét 1,75 literre csökkentette
- A Birds Eye burgonya gofrit 12-ről 10-re csökkentették
- 2015 júliusában egy doboz Cadbury Roses, amelynek súlya 2011-ben 975 g volt, 730 g alá csökkent, míg egy doboz Cadbury Heroes- t 695 g-ra csökkentették, azonban az ár ugyanaz maradt, 9 font körül.[13]
- 2016-ban a Mondelez International ismét csökkentette az Egyesült Királyságban a 170 g-os Toblerone rúdnak a méretét 150 g-ra, míg a 400 g-os rúd 360 g-ra csökkent. Ez a csokoládé-háromszögek közötti rés növelésével történt.[14]
- 2017-ben a Milka Alpine Milk és a Milka Nuts & Raisins 300 g-ról 270 g-ra csökkent, míg a Triolade 300 g-ról 280 g-ra csökkent, mindez a csomag méretének megváltoztatása nélkül.[15]
- 2017-ben a McVities minden szabványos Jaffa Cakes csomagban 12-ről 10-re csökkentette a csomagokban lévő csokoládés piskótatallérok számát, így a süteményenkénti költség 9,58-ról 9,9-re nőtt[16]
- 2018-ban a Koopmans 20%-kal csökkentette hajdinaliszt csomagjainak súlyát 500 g-ról 400 g-ra - a csomagoláson szerepelt a „megújítva” állítás, anélkül, hogy meghatározta volna, hogy a „megújítva” csak kevesebb terméket jelentett. Nem ismert, hogy a nagykereskedelmi árakat befolyásolta-e, míg az biztos, hogy a kiskereskedelmi árak pontosan ugyanazok maradtak.

## Lásd még
- Vásárlóerő
- Valós és nominális érték (közgazdaságtan)
- Defláció
- Infláció

## Fordítás
Ez a szócikk részben vagy egészben  a   Shrinkflation című angol Wikipédia-szócikk ezen változatának fordításán alapul.  Az eredeti cikk szerkesztőit annak laptörténete sorolja fel. Ez a jelzés csupán a megfogalmazás eredetét és a szerzői jogokat jelzi, nem szolgál a cikkben szereplő információk forrásmegjelöléseként.

## Külső linkek
- A zsugorfláció hatása a CPIH-ra: 2012. január és 2017. június között(angolul)
- Egy japán weboldal elmagyarázza, hogyan csökkentették több száz jól ismert termék méretét, mennyit és mikor.(japánul)